# Diopsis acanthophthalma
Diopsis acanthophthalma är en tvåvingeart som beskrevs av Egger 1925. Diopsis acanthophthalma ingår i släktet Diopsis och familjen Diopsidae. Inga underarter finns listade i Catalogue of Life.